# Juan Martín Caicedo
Juan Martín Caicedo Ferrer (Cali, 1943) es un abogado, economista y político colombiano.
Fue el primer miembro del Partido Liberal en ocupar la alcaldía de Bogotá por elección popular, ocupando el cargo entre 1990 y 1992, siendo destituido por presunto prevaricato y absuelto posteriormente en 1996. Posteriormente se desempeñó como senador por ese partido entre 1994 a 2002.
También se ha desempeñado en varios cargos de renombre en el sector privadoː fue presidente de Federación Nacional de Comerciantes (Fenalco), miembro de la Junta Directiva del Banco de la República y otros cargos menores.
En la actualidad funge como presidente de la Cámara Colombiana de la Infraestructura (CCI), desde la cual se ha enfrentado al presidente Gustavo Petro, por la descaceleración de las obras de infraestructura en Colombia.

## Biografía
Estudió derecho y economía en la Universidad Javeriana en Bogotá y tiene especializaciones en la Universidad de Lovaina y la Universidad de Amberes en Bélgica.

### Candidatura a la alcaldía de Bogotá
Caicedo fue elegido alcalde durante las elecciones del 11 de marzo de 1990, en medio del clima de violencia que atravesaba el país, que comenzó varios años atrás tras el recrudecimiento de las acciones del narcotráfico contra las instituciones del país, y el asedio de grupos guerrilleros y paramilitares. De hecho el propio alcalde saliente de Bogotá, Andrés Pastrana, había sido secuestrado en enero de 1988 por Los Extraditables.
Caicedo, que había sido candidato disidente por el liberalismo en 1988, se presentó con el lema "Vote de Verdad", y obtuvo 597.295 votos gracias a la unificación de su partido, ya que si bien existían en ese momento 5 facciones rivales, el expresidente Alfonso López Michelsen, director del liberalismo, logró poner a las facciones de acuerdo para apoyar a Caicedo en sus aspiraciones en la alcaldía.
Caicedo se impuso sobre su rival conservador y candidato del oficialismo Hernán Vallejo, apoyado por el expresidente y padre del saliente alcalde, Misael Pastrana Borrero. En tercer lugar quedó el recientemente desmovilizado Carlos Pizarro por el M-19, quien a pesar de sólo haber tenido para competir en democracia 4 días, logró la importante votación de 70.901 sufragios.

### Alcalde de Bogotá (1990-1992)
Posesionado Caicedo el 1° de enero de 1991, y desde el comienzo de su mandato se empezó a hacer evidente su aparente falta de criterio y veleidad, ya que como reportan medios como Semana, Caicedo era un hombre de pensamiento y decisiones débiles, influenciables y cambiantes.

### Destitución y detención (1992-1996)
Caicedo ocupó el cargo hasta el 25 de marzo de 1992, cuando fue detenido por el delito de peculado por apropiación de recursos del Concejo de Bogotá, perdiendo, en consecuencia su calidad de alcalde de Bogotá. Permaneció encarcelado hasta el 26 de junio de 1992, cuando fue ordenada su liberación por el pago de un porcentaje del dinero del que se le acusaba había malversado.
Por ese delito fue absuelto por la Corte Suprema de Justicia en 1996, ya que si bien había sido liberado, no estaba aun declarada su inocencia en el proceso. Posteriormente el Consejo de Estado ordenó la indeminización a favor de Caicedo y su familia.

### Carrera legislativa (1994-2002)
Posteriormente a este escándalo y estándo en libertad condicional, Caicedo fue elegido senador de Colombia durante las elecciones de 1994, y repitió curul en 1998, en ambas ocasiones por el Partido Liberal.
Además se ha desempeñado como, Presidente Ejecutivo Cámara Colombiana de la Infraestructura desde el 12 de julio de 2004 y miembro de varias Juntas Directivas de los sectores público y privado y distinguido en dos ocasiones como ejecutivo del año de la Cámara Junior. Ha sido columnista de El Tiempo y La República.

## Familia
Juan Martín Caicedo pertenece a los círculos aristocráticos de Cali. Por sus ascendientes está emparentado con las familias Valencia, Arroyo y Caicedo de Cali.
Sus padres son Álvaro Caicedo Martínez y Stella Ferrer del Valle, siendo sus hermanos Martha Elena, Xavier, Ana María y Gloria Stella Caicedo Ferrer.
Su padre era sobrino bisnieto de los hermanos Marcelino y Santiago Pérez de Arroyo, próceres de la independencia colombiana, y sobrinos, a su vez del banquero Pedro Agustín de Valencia, fundador y primer tesorero de la Casa de la Moneda de Popayán.